# Mario Martínez Rubio
Mario Martínez Rubio, más conocido como Mario (Soria, España, 25 de marzo de 1985), es un futbolista español. Juega como centrocampista en el AO Chania Kissamikos PAE de la Segunda Superliga de Grecia.

## Biografía
Formado en las categorías inferiores del club de su ciudad natal, el Numancia de Soria, tuvo la oportunidad de debutar con el primer equipo durante la temporada 2002-03, cuando el club se encontraba en Segunda División. La siguiente temporada vivió el ascenso a Primera División y su debut en la máxima categoría se produjo el 30 de abril de 2006, en la jornada 34, ante el Valencia CF.
La siguiente temporada fue cedido a la UD Las Palmas, de Segunda División B, durante el mercado de invierno. Permaneció en el club canario hasta el final de temporada, cuando regresó a Soria. La siguiente campaña se repitió la situación, marchando cedido en el mercado invernal a un Segunda B, en esta ocasión, el Zamora CF.
La temporada 2007-08 el técnico Gonzalo Arconada decidió darle continuidad en el equipo soriano y se convirtió en uno de los titulares que consiguieron el ascenso a Primera.
En la primera jornada de la temporada 2008-09 marcó el histórico gol con el que el Numancia venció al FC Barcelona siendo, además, el segundo futbolista soriano en anotar un gol en la Primera División española.
En la temporada 2011-12, fue fichado por el Real Unión de Irún de Segunda B.
En la temporada siguiente Mario jugó en el Olympiakos Nicosia FC de la Primera División Chipre, donde estuvo hasta el mes de enero de 2013.
Fichó por el FC Baku de la Primera División de Azerbaiyán, donde estuvo una temporada y media.

## Trayectoria
Formado en las categorías inferiores del club de su ciudad natal, el Numancia de Soria, tuvo la oportunidad de debutar con el primer equipo durante la temporada 2002-03, cuando el club se encontraba en Segunda División. La siguiente temporada vivió el ascenso a Primera División y su debut en la máxima categoría se produjo el 30 de abril de 2006, en la jornada 34, ante el Valencia CF.
La siguiente temporada fue cedido a la UD Las Palmas, de Segunda División B, durante el mercado de invierno. Permaneció en el club canario hasta el final de temporada, cuando regresó a Soria. La siguiente campaña se repitió la situación, marchando cedido en el mercado invernal a un Segunda B, en esta ocasión, el Zamora CF.
La temporada 2007-08 el técnico Gonzalo Arconada decidió darle continuidad en el equipo soriano y se convirtió en uno de los titulares que consiguieron el ascenso a Primera.
En la primera jornada de la temporada 2008-09 marcó el histórico gol con el que el Numancia venció al FC Barcelona siendo, además, el segundo futbolista soriano en anotar un gol en la Primera División española.
Para la temporada 2011/12 firma por el Real Unión para jugar en el grupo 2 de Segunda División B.
En el curso 2011/12, Mario disputó con el cuadro unionista apenas 24 partidos (12 como titular, 2 goles). En la temporada 2012/12 el centrocampista abandona el Real Unión y se compromete para la toda la temporada con el Alki Larnaca FC, 8º clasificado del último campeonato chipriota. Pero a finales de agosto ficha por el equipo de la misma liga, Olimpiakos de Nicosia.
En enero de 2013 ficha por el FC Baku de Azerbaiyán, club que abandona en 2014 por problemas con el club. En octubre de este año es inscrito por la S. D. Tarazona para jugar en el Grupo XVII de la Tercera División aragonesa de forma temporal.

## Clubes
| Club                     | País        | Año       |
| ------------------------ | ----------- | --------- |
| CD Numancia              | España      | 2002-2005 |
| UD Las Palmas            | España      | 2005      |
| CD Numancia              | España      | 2006      |
| Zamora CF                | España      | 2006      |
| CD Numancia              | España      | 2007-2011 |
| Real Unión Club          | España      | 2011-2012 |
| Alki Larnaca FC          | Chipre      | 2012      |
| Olympiakos Nicosia       | Chipre      | 2012-2013 |
| FK Baku                  | Azerbaiyán  | 2013      |
| S. D. Tarazona           | España      | 2014-2015 |
| Jaguares de Córdoba      | Colombia    | 2015      |
| Blooming                 | Bolivia     | 2015-2016 |
| Boavista FC              | Portugal    | 2016      |
| PGS Kissamikos FC        | Grecia      | 2016-2017 |
| Puerto Rico FC           | Puerto Rico | 2017-2018 |
| Olimpia Grudziądz        | Polonia     | 2018      |
| Kalamata FC              | Grecia      | 2018-2019 |
| Aittitos Spata           | Grecia      | 2019      |
| AO Chania Kissamikos PAE | Grecia      | 2019-     |

## Palmarés

### Campeonatos nacionales
| Título                   | Club          | País    | Año  |
| ------------------------ | ------------- | ------- | ---- |
| Liga de Segunda División | CD Numancia   | España  | 2008 |
| Copa Bolivia             | Club Blooming | Bolivia | 2015 |